# Kork Ballington

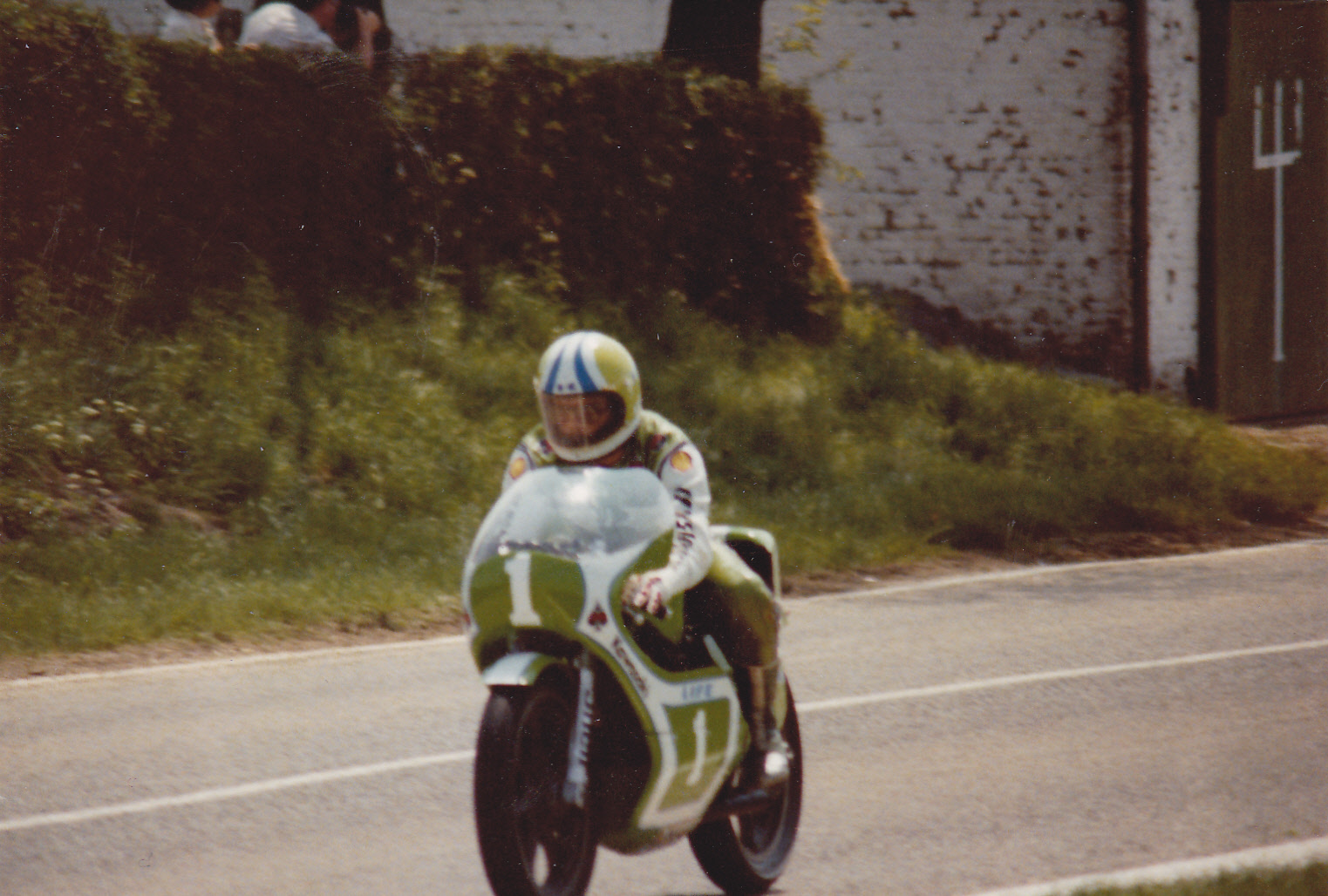
Kork Ballington 1978 auf Kawasaki

Hugh Neville „Kork“ Ballington (* 10. April 1951 in Salisbury, Rhodesien) ist ein ehemaliger südafrikanischer Motorradrennfahrer. Er startete zwischen 1976 und 1982 in der Motorrad-Weltmeisterschaft und gewann vier Weltmeistertitel.

## Karriere
Ballington nutzte nationale Rennen, um sich einen Namen zu machen und Zugang zur britischen Rennszene zu erlangen. Dort fuhr er einige Jahre auf einer veralteten Yamaha, bevor er ins Kawasaki-Werksteam wechseln und 1978 und 1979 jeweils die Titel in den Klassen bis 250 cm³ und bis 350 cm³ gewinnen konnte.
1980 stieg er mit Kawasaki in die 500-cm³-Klasse auf. Doch die Entwicklung des neuen Motorrads stellte das Team vor große Schwierigkeiten. Nach drei Jahren in der Königsklasse, in denen Ballington nicht an die Erfolge in den kleineren Klassen anknüpfen konnte, beendete er seine aktive Karriere.

## Statistik

### Erfolge
- 1972 – Südafrikanischer Unlimited-Meister[1]
- 1978 – 250-cm³-Weltmeister auf Kawasaki
- 1978 – 350-cm³-Weltmeister auf Kawasaki
- 1979 – 250-cm³-Weltmeister auf Kawasaki
- 1979 – 350-cm³-Weltmeister auf Kawasaki
- 1980 – 250-cm³-Vize-Weltmeister auf Kawasaki
- 31 Grand-Prix-Siege

### Ehrungen
- Aufnahme in die MotoGP Hall of Fame

### In der Motorrad-Weltmeisterschaft
| Saison | Klasse  | Motorrad | Rennen | Siege | Zweiter | Dritter | Poles | Schn. Runden | Punkte | Ergebnis    |
| ------ | ------- | -------- | ------ | ----- | ------- | ------- | ----- | ------------ | ------ | ----------- |
| 1976   | 250 cm³ | Yamaha   | 3      | –     | 1       | –       | –     | –            | 15     | 13.         |
| 1976   | 350 cm³ | Yamaha   | 3      | 1     | –       | –       | –     | –            | 20     | 12.         |
| 1977   | 250 cm³ | Yamaha   | 7      | 1     | –       | 1       | –     | –            | 49     | 6.          |
| 1977   | 350 cm³ | Yamaha   | 5      | 2     | 1       | –       | 1     | 2            | 46     | 5.          |
| 1978   | 250 cm³ | Kawasaki | 11     | 4     | 2       | 2       | 5     | 4            | 124    | Weltmeister |
| 1978   | 350 cm³ | Kawasaki | 10     | 6     | 3       | –       | 4     | 2            | 134    | Weltmeister |
| 1979   | 250 cm³ | Kawasaki | 12     | 7     | 1       | 1       | 3     | 7            | 141    | Weltmeister |
| 1979   | 350 cm³ | Kawasaki | 9      | 5     | –       | –       | 5     | 3            | 99     | Weltmeister |
| 1980   | 250 cm³ | Kawasaki | 6      | 5     | 1       | –       | 1     | 4            | 87     | 2.          |
| 1980   | 500 cm³ | Kawasaki | 6      | –     | –       | –       | –     | –            | 13     | 12.         |
| 1981   | 500 cm³ | Kawasaki | 8      | –     | –       | 2       | –     | 2            | 43     | 8.          |
| 1982   | 500 cm³ | Kawasaki | 10     | –     | –       | –       | –     | –            | 31     | 9.          |
| Gesamt | Gesamt  | Gesamt   | 90     | 31    | 9       | 6       | 19    | 24           | 1599   |             |